# Oromarsacs
Els oromarsacs (en llatí oromarsaci) eren un poble de la Gàl·lia a la part nord, que segons Plini el Vell vivien a la regió del riu Scaldis cap al sud, propers als menapis i mòrins. Alguns autors els anomenen oromansacs, però probablement és un error d'escriptura. Segurament eren una tribu germànica.
S'ha suposat que vivien entre Calais i Gravelines, i serien veïns dels habitants de les terres de Gesoriacum.